# Història de Xipre

La situació geopolítica a l'Orient Mitjà cap al 1200 aC, al final de l'Edat del Bronze Final.

## Història de Xipre

### Neolític
Vegeu: Khirokitia.

### Primeres civilitzacions
Vegeu: Civilització micènica.

### Hitites, fenicis, grecs, assiris, egipcis i perses
Vers el 1400 aC l'illa va caure en mans dels hitites. Poc després fou ocupada per Attariššiya d'Ahhiyawa (aqueus), al qual li fou arrabassada per Madduwatta de Zipasla i Arzawa, que com que era vassall hitita segurament la va retornar al seu sobirà. Va romandre en mans dels hitites (si bé segurament es va revoltar i fou independent algun temps a meitat del segle xiii, ja que s'esmenta la seva conquesta per Tudhalias IV) fins a la caiguda de l'imperi vers el 1185 aC, en què fou saquejada pels Pobles de la mar.
Xipre fou colonitzat pels fenicis en un període anterior al 1000 aC.
Després s'hi van establir els grecs. El 709 aC fou conquerida per Sargon II (721-705 aC) d'Assíria. Vers el 669-663 aC es van establir una dotzena de regnes a les principals ciutats que foren independents. El 570 aC els regnes o principats foren sotmesos per Amasis d'Egipte. A la invasió persa d'Egipte l'illa es va rendir a Cambises II de Pèrsia (530 aC–522 aC) i va formar part de l'Imperi persa: quedà integrada en la cinquena satrapia junt amb Fenícia i Palestina en temps de Darios I el Gran de Pèrsia (521 aC-486 aC).

### Onèsil i Evàgores
Durant la revolta jònia (499 aC), les ciutats principats de l'illa es van fer independents altre cop, i els perses les van atacar per mar i terra. El líder dels confederats xipriotes, Onèsil de Salamina, va ser finalment derrotat i mort i l'illa va tornar sota domini persa cap a l'any 490 aC. Proveí als perses amb 150 vaixells per a l'expedició contra els atenencs, i després de la derrota persa a Salamina la flota atenenca va arribar a l'illa i en sotmeté una gran part. Després els atenencs van enviar-hi una segona expedició però una plaga i la mort de Cimó II, cap de l'expedició, va posar fi a les ambicions atenenques i els principats de l'illa van tornar a domini persa.
Sota el rei Evàgores I de Salamina (411 aC) s'imposaren a l'illa els costums i civilització hel·lènics i amb ajut d'Atenes va ser independent dels perses. Evàgores, que dominà els altres 11 principats de l'illa, va ser succeït pel seu fill Nicocles. Evàgores II, fill de Nicocles va rebre ajut de Foció per recuperar Xipre pel rei de Pèrsia, i l'illa tornà a ser tributària de Pèrsia en virtut de la pau d'Antàlcides (386 aC). El 350 aC Xipre es va rebel·lar però Artaxerxes III de Pèrsia la va derrotar el 344 aC, i va romandre sota domini persa fins a la invasió macedònia de Pèrsia, quan la majoria dels principats es van declarar per Alexandre, i finalment la totalitat, encapçalats per Pintàgores de Salamina, es van unir als macedonis i aportaren 120 vaixells per al setge de Tir. Les seves naus van participar en les operacions junt amb les fenícies.

### Domini làgida
A la mort d'Alexandre el Gran, Xipre queda sota el govern de Nicocreont. El 310 aC Ptolemeu en nomena governador el seu germà Menelau. Demetri va envair l'illa amb una flota, derrotà a Menelau i va assetjar Salamina de Xipre. Ptolemeu envià una flota i després d'una gran batalla el 306 aC davant de Salamina, l'illa va quedar per a Demetri i Antígon. Després de la derrota i mort d'Antígon el 301 aC passa a domini làgida i Ptolemeu la annexiona a Egipte el 295 aC i el seu govern va ser confiat a un virrei que havia de pertànyer a la classe dirigent i normalment eren parents del rei; el virrei tenia poder complet. S'hi funden algunes ciutats com Arsinoe (del nom de la dona de Ptolemeu Filadelf). Polícrates d'Argos en fou governador vers el 217 aC i assegurà l'illa per Ptolemeu Epífanes, fill i successor de Ptolemeu Filopàtor; a la divisió del regne entre Filomètor i Evergetes, aquest darrer incomplí l'acord i va voler ocupar Xipre, que havia correspost a son germà; per això anà a Roma el 154 aC i demanà assistència al Senat romà, que li va donar cinc legats però cap exèrcit; mentrestant Filomètor s'anticipà i va ocupar Xipre amb un exèrcit i quan son germà desembarcà amb els legats i un exèrcit mercenari, el derrotà ràpidament a Lapatos i el va obligar a rendir-se: li concedí únicament el Regne de Cirene; els romans van haver d'acceptar l'acord. El selèucida Demetri Sòter aspirava també a dominar Xipre, però no va tenir èxit. Quan Ptolemeu Làtir arriba al tron egipci, el seu germà Ptolemeu Alexandre rebé el govern de Xipre (114 aC), però després va ser rei d'Egipte, i Làtir es va retirar a Xipre i es proclamà rei independent; hi va governar uns vint anys (109 aC-88 aC). Quan Làtir va tornar a Egipte, son germà Ptolemeu Alexandre envaí l'illa però va ser derrotat en la batalla naval de Kereas i va morir en aquest combat. Quan Ptolemeu Auletes va ser rei d'Egipte, el seu germà petit Ptolemeu era rei vassall de Xipre, i va obtenir de Roma el títol d'amic dels romans però després, acusat d'afavorir els pirates, en va ser deposat: el 58 aC Clodi, enemic personal del rei, proposà de privar a Ptolemeu del regne i confiscar-li els tresors. La comissió romana ho va provar i Cató envià al rei el decret a Rodes i li va oferir compensacions i el càrrec de gran sacerdot al temple d'Afrodita de Pafos, però Ptolemeu va preferir suïcidar-se. Així Xipre quedà incorporada a Roma i unida a Cilícia, però amb qüestor propi, i amb els seus tribunals.

### Governadors i reis làgides de Xipre
- Nicocreon, 323-310
- Menelau de Xipre, 310-306 aC
- Antígon el Borni, 306-301 aC
- Demetri Poliorcetes, 301-295 aC
- Annexió a Egipte, 295 aC (Ptolemeu I Soter)
- Virreis làgides des del 295 aC:
  - Polícrates d'Argos, vers 217-205 aC
- Ptolemeu V Epífanes, 205-180 aC
- Ptolemeu VI Filomètor, 180-169 aC
- Ocupació selèucida, 169-161 aC
- Ptolemeu VI Filomètor, 161-156 aC
- Ocupació selèucida, 156-155 aC
- Ptolemeu VI Filomètor, 155-154 aC
- Ptolemeu VIII Evergetes II Fiscó, 154 aC (rebel)
- Ptolemeu VI Filomètor, 154-146 aC
- Ptolemeu VII Neofilopàtor 146-145 aC
- Ptolemeu VIII Evergetes II Fiscó, 145-116 aC
- Ptolemeu IX Làtir, 116-114 aC
- Ptolemeu X Alexandre I, 114-109 aC
- Ptolemeu IX Làtir, 109-80 aC
- Ptolemeu de Xipre, 80-58 aC

### Domini romà
Cèsar va donar l'illa (51 aC) a Arsineu i Ptolemeu (germana i germà de Cleòpatra) i Marc Antoni la donà a Cleòpatra i al seu fill. Després d'Àccium (31 aC) va tornar al domini imperial (30 aC) i el 27 aC fou declarada província imperial separada, i el 22 aC fou convertida en província senatorial i governada per propretors amb el títol de procònsol, amb un legat i un qüestor. La capital en fou Pafos. En aquest temps la població d'origen jueu era molt important en nombre. Al segle i s'hi va introduir el cristianisme i el governador romà Sergi Paule fou un dels convertits, vers la meitat del segle. Al segle ii el jueus es van revoltar en temps d'Hadrià (115-116) i van massacrar els habitants grecs i per un temps es van fer amos de l'illa; però, derrotats, foren expulsats de Xipre. El 335 fou teatre de l'efímera revolta de l'usurpador Calocarus, liquidada per Flavi Domicià. El 350 Salamina, que havia estat destruïda per un terratrèmol, és reconstruïda per Constant II, fill de Constantí, i se li va donar el nom de Constantia.

### Domini romà d'Orient
Després de la divisió de l'Imperi Romà va passar a l'Imperi Romà d'Orient; fou governada per cònsols i la capital es va traslladar de Pafos a Salamina, ara anomenada Contantia.
Fou ocupada pels àrabs dirigits pel general d'Otman, Moawiya el 648. El 683 els àrabs es van retirar després d'una derrota davant Constantí IV i els romans d'Orient van recuperar l'illa, però acordaren que les taxes allí recaptades es compartirien entre l'Imperi Romà d'Orient i el califat mitjançant un tractat signat el 688 entre Justinià II i el califa al-Malik, que a més deixava l'illa desmilitaritzada. Entre el 803 i el 806 fou ocupada per Harun ar-Raixid, però més tard recuperada per als romans d'Orient per Nicèfor II Focas el 965. En temps d'Isaac Àngel es va fer independent a l'illa Aleix Comnè (1185-1191), que el 1184 s'hi havia proclamat emperador, i a qui la va conquerir Ricard cor de lleó el 1191, que la va cedir per una quantitat de diners als Templers, però al cap de poc aquests la van vendre al rei de Jerusalem Guiu de Lusignan (1192). La dinastia Lusignan va regir Xipre fins al 1489, quan la regent, una veneciana de nom Maria Cornaro, la va cedir a Venècia.

### Reis de Xipre (i nominals reis de Jerusalem)
- Guiu de Lusignan, 1192-1194
- Amalric I de Lusignan, 1194-1205
- Hug I de Lusignan, 1205-1218
- Enric I de Lusignan, 1218-1253
- Hug II de Lusignan, 1253-1267
- Hug III de Chatillon, 1267-1284
- Joan I de Chatillon, 1284-1285
- Enric II de Chatillon, 1285-1306
- Amalric II de Chatillon, 1306-1310
- Enric II (segona vegada), 1310-1324
- Hug IV de Chatillon 1324-1359
- Pere I de Chatillon, 1359-1369
- Pere II de Chatillon, 1369-1382
- Jaume I de Chatillon, 1382-1398
- Janus de Chatillon, 1398-1432
- Joan III de Chatillon, 1432-1458
- Carlota, 1458-1460
- Jaume II de Xipre, 1460-1473
- Jaume III de Xipre, 1473-1474
- Caterina Cornaro, 1474-1489
- A Venècia, 1489-1571

### Governadors venecians
- - Lloctinents governadors civils (Luogotenentes)
- 1489 - 1491, Francesco Barbarigo
- 1491 - 1493, Girolamo Pesaro
- 1493 - 1495, Giovanni Donato
- 1495 - 1497, Andrea Barbarigo
- 1497 - 1499, Cosimo Pasqualigo
- 1499 - 1501, Andrea Venier
- 1501 - 1503, Nicola Priuli
- 1503 - 1505, Pietro Balbi
- 1505 - 1507, Cristoforo Moro
- 1507 - 1509, Lorenzo Giustiniani
- 1509 - 1511, Nicola Pesaro
- 1511 - 1514, Paolo Gradenigo
- 1514 - 1516, Donato Marcello
- 1516 - 1518, Fantino Michiel
- 1518 - 1519, Alvise d'Armer
- 1519 - 1522, Sebastiano Moro
- 1522 - 1523, Jacopo Badoer
- 1523 - 1525, Domenico Capello
- 1525 - 1527, Donato di Lezze
- 1527 - 1529, Silvestro Minio
- 1529 - 1531, Francesco Bragadin
- 1531 - 1533, Marcantonio Trevisan
- 1533 - 1535, Stefano Tiepolo
- 1535 - 1536, Giovanni Moro
- 1536 - 1539, Domenico da Mosto
- 1539 - 1541, Francesco Badoer
- 1541 - 1543, Cristoforo Capello
- 1543 - 1545, Luigi Riva
- 1545 - 1547, Carlo Capello
- 1547 - 1548, Vittorio Barbarigo
- 1548 - 1550, Salvatore Michiel
- 1550 - 1551, Alessandro Contarini
- 1551 - 1553, Francesco Capello
- 1553 - 1555, Marco Grimani
- 1555 - 1557, Gianbattista Donato
- 1557 - 1559, Giovanni Renier
- 1559 - 1561, Giovanni Barbaro
- 1561 - 1563, Pietro Navagero
- 1563 - 1565, David Trevisan
- 1565 - 1566, Pandolfo Guoro
- 1566 - 1567, Nicola Querini
- 1567 - 1569, Nicola Dandolo
- 1569 - 1570, Sebastiano Venier
  - Capitanis, Capitans governadors militars
- 1480 - 1483, Giovanni Diedo
- 1483 - 1485, Francesco Cicogna
- 1485 - 1488, Daniele Bembo
- 1488 - 1489, Matteo Barbaro
- 1489 - 1491, Baltassare Trevisan
- 1491 - 1493, Nicolo Foscarini
- 1493 - 1495, Cosimo Pasqualigo
- 1495 - 1497, Nicolo Priuli
- 1497 - 1499, Bartolomeo Minio
- 1499 - 1501, Troilo Malipiero
- 1501, Girolamo Bon
- 1501 - 1503, Lorenzo Contarini
- 1503 - 1505, Paolo Antonio Marin
- 1505 - 1507, Domenico Benetti
- 1507 - 1509, Benetto Sanudo
- 1509 - 1511, Pietro Lion
- 1511 - 1514, Luigi Contarini
- 1514 - 1516, Giovanni Centani
- 1516 - 1518, Vincenzo Cappello
- 1518 - 1520, Bartolomeo da Mosto
- 1520 - 1522, Zaccaria Loredan
- 1522 - 1525, Nicolo Dolfin
- 1525 - 1526, Andrea Donato
- 1526 - 1527, Marcantonio Canale
- 1527 - 1530, Anzolo Trevisan
- 1530 - 1532, Antonio Soriano
- 1532 - 1534, Tommaso Contarini
- 1534 - 1535, Domenico Contarini
- 1535 - 1537, Lunardo Venier
- 1537 - 1538, Maffio Pisani
- 1538, Giovanni Gritti
- 1538 - 1540, Giovanni Contarini (primera vegada)
- 1540 - 1542, Nicolo Giustiniani
- 1542 - 1544, Giovanni Contarini (segona vegada)
- 1544 - 1546, Andrea Dandolo
- 1546 - 1548, Gian Matteo Bembo
- 1548 - 1550, Francesco Grimani
- 1550 - 1552, Marco Loredano
- 1552 - 1554, Giovanni Renier
- 1554 - 1556, Cornelio Barbaro
- 1556 - 1558, Pietro Navagero
- 1558 - 1560, Domenico Trevisan
- 1560 - 1562, Pandolfo Guoro
- 1562 - 1564, Nicolo Gabriel
- 1564 - 1566, Lorenzo Bembo
- 1566 - 1569, Marco Michiel
- 1569 - 15 d'agost del 1571, Marcantonio Bragadin

### Domini otomà
Els venecians la van conservar fins al 1571. El 1570 els otomans van assetjar Famagusta i el 1571 van aconseguir conquerir-la i dominar tota l'illa. Entre 1572 i 1668 es van produir 28 revoltes, la majoria (27) encapçalades pels musulmans, i en destaca la d'Halil Agha del 1624, que va assassinar al governador otomà, Djil Osman, a Nicòsia i li cremà la residència; reclamava la baixada de les taxes pels musulmans; però fou sufocada per un exèrcit enviat per la Porta i el cap rebel fou decapitat. Des del 1625 l'illa va començar un procés de despoblament que unit a les plagues van reduir la població a la meitat. El 1821 els grecs de l'illa s'uniren als de Grècia en la seva rebel·lió contra l'imperi. El líders religiosos dirigents de la revolta foren executats i vint mil grecs cristians van fugir de l'illa.

### Governadors otomans
- 1571 -1745, lloctinents del governador de l'Elayet de Djezair-i-bahr
  - Walis (governadors) des del 1745
- 1745 – 1746, Abdallah Pasha
- 1746 - 1748, Abubekr Pasha
- 1748 – vers 1759, desconegut
- vers 1759 – 1764, Kasim Agha
- 1764 - 1765, Djil Osman Agha
- 1766 – maig de 1766, Hafiz Mehmed Efendi
- Maig de 1766 – 1767, Süleyman Efendi
- 1766, Halil Agha (rebel)
- 1771/72 – 1774, Hadji Ismail Agha
- 1774 – 1775, Hadji Ali Agha
- 1775 - 1776, Hadji Baki Agha (primera vegada)
- 1776 - 1777, Husein Celebi Agha (primera vegada)
- 1777 – 1783, Hadji Baki Agha (segona vegada)
- 1779 - 1809, Hadji Georgakis Kornesios (imposat)
- 1783 - 1788, desconegut
- 1788 - ?, Husein Celebi Agha (segona vegada)
- ? - 1808, Hasan Agha
- 1808 – 1812, Ahmed Pasha
- 1812 – 1817, Seid Mehmed Emin Efendi
- 1817 - 1819, Ahmed Pasha
- 1819 - 1822, Kücük Mehmed Silahser
- 1822 - 1823, Hadji Ibrahim Agha
- 1822 - 1823, Salih Bey (comandant egipci)
- 1823 - 1824, Seid Mehmed
- 1823 - ?, Mehmed Bey (comandant egipci)
- 1824 – ?, Taher Pasha
- ? - 1829, Ali Ruqi Efendi
- 1830 - 1831, Ali Halil Said Effendi
- 1831 - 1833, desconegut
- 1833 – 1838, Hadji Said Mehmed Aga
- 1838 – 1839, Osman Pasha (primera vegada)
- 1839 –1840, Hasan Pasha (primera vegada)
- 1840 - 1841, Osman Pasha (segona vegada)
- 1841, Talat Effendi
- 1841 - 1842, Said Mehmed
- 1842 - 1843, Aziz Pasha
- 1843 - 1845, Edhem Pasha
- 1845 - 1846, Hadji Derbaz Agha
- 1846 – 1847, Hasan Pasha (segona vegada)
- 1847 – 1848, Ismail Adil Pasha
- 1848 – 1849, Abdullatif Efendi
  - Mütesarrifs (lloctinents governadors)
- 1849 - 1851, desconegut
- 1851, Haftuz Pasha?
- 1851 -1853, Edhem Pasha
- 1853 - 1854, Mehmed Sherif Pasha
- 1854 - 1855, Mehmed Cemal Pasha (Celaleddin)
- 1855 - 1856, Osman Sherif Pasha
- 1856 - 1858, Kani Pasha
- 1858 - 1859, Ishaq Pasha
- 1859 - 1862, Mehmed Khairullah Pasha
- 1862, Kibrisli Mehmed Kamil Pasha (interí, primera vegada)
- 1862 - 1863, Ziya Pasha
- 1863, Tewfik Pasha
- 1863 - 1864, Mehmed Halet Pasha (primera vegada)
- Octubre a novembre del 1864, Kibrisli Mehmed Kamil Pasha (interí, segona vegada)
- 1864 - 1865, Taiyib Pasha (primera vegada)
- 1865 - 1866, Ahmed Latif
- 1866 - 1868, Taiyib Pasha (segona vegada)
- 1867 – 1868, Mehmed Halet Pasha (segona vegada)
- 1868 - 1871, Kücük Mehmed Said Pasha
- 1871 – 1872, Aziz Pasha (primera vegada)
- 1872 – 1873, Mehmed Veis Pasha (primera vegada)
- 1873, Essad Pasha
- 1873 - 1874, Ibrahim Pasha
- Febrer a desembre del 1874, Mehmed Nasif Pasha
- 1874 - 1876, Aziz Pasha (segona vegada)
- 1876 - 1877, Mehmed Veis Pasha (segona vegada)
- 1877 - 22 de juliol de 1878, Ahmed Bessim Pasha

### Administració britànica sota sobirania otomana i colònia britànica
El 1878 l'illa fou ocupada pels britànics, però nominalment se'n conservà la sobirania otomana fins que en esclatar la Primera Guerra Mundial els britànics la van annexionar (1914) i el 1925 fou declarada colònia de la corona. El 1931 els grecs van demanar l'Enosis (unió a Grècia) i es van produir aldarulls que van obligar a declarar-hi la llei marcial, s'abolí el consell legislatiu i es prohibí l'ús de la bandera grega. Durant la Segona Guerra mundial els xipriotes es van mantenir al costat de Gran Bretanya, però al final de la guerra es van renovar les peticions d'Enosis mentre els turcs xipriotes preferien la sobirania britànica. Entre 1946 i 1949 milers de refugiats jueus que tornaven a Palestina es van establir en camps a l'illa. El 1950 l'arquebisbe Macari fou elegit com a cap polític i espiritual de la població grecoxipriota (cap de l'Església ortodoxa xipriota) i partidari de l'Enosis. Des del 1955 l'organització clandestina EOKA (Organització Nacional de Combatents Xipriotes) amb suport de Grècia i sota la direcció del coronel grec (però nascut a Xipre) George Grivas, comença una campanya armada dirigida des de les muntanyes Troodos, i amb una força petita va tenir ocupats vint mil soldats britànics i gairebé cinc mil policies. El 1956 Makarios fou deportat a les Seychelles. El 1957 el govern militar britànic fou substituït per un govern civil dirigit per Hugh Foot i poc després els turcs van començar a demanar la partició de l'illa.

### Alts comissionats i governadors britànics
- Alts comissionats:
- Sir Garnet Joseph Wolseley, 1878-1879
- Sir Robert Biddulph, 1879-1886
- Sir Henry Ernest Gascoyne Bulwer, 1886-1892
- Sir Walter Joseph Sendall, 1892-1898
- Sir William Frederick Haynes Smith, 1898-1904
- Sir Charles Anthony King-Harman, 1904-1911
- Hamilton John Goold-Adams, 1911-1915
- Sir John Eugene Clauson, 1915-1918
- Sir Malcolm Stevenson ,1918-1925
  - Governadors (des el 1925)
- Sir Malcolm Stevenson, 1925-1926
- Sir Ronald Storrs, 1926-1932
- Sir Reginald Edward Stubbs, 1932-1933
- Sir Herbert Richmond Palmer, 1933-1939
- Sir William Denis Battershill, 1939-1941
- Sir Charles Campbell Woolley, 1941-1946
- Reginald Thomas Herbert Fletcher, baró de Winster, 1946-1949
- Sir Andrew Barkworth Wright, 1949-1953
- Sir Robert Perceval Armitage, 1954-1955
- Sir John Harding, 1955-1957
- Sir Hugh Mackintosh Foot, 1957-1960

### Estat independent
El 1960 el tractat de Garantia entre la Gran Bretanya, Grècia i Turquia establia un Xipre independent amb dues bases britàniques de sobirania (Dekélia i Akrotiri), amb un president grecoxipriota i un vicepresident turc xipriota, ambdós amb dret de vet, i la minoria turca (18%) tenia garantia la vicepresidència i tres (sobre 10) ministeris, i el 30% dels llocs públics menys a l'exèrcit, que en serien 40% i als serveis de les cinc ciutats principals. El 1963 van esclatar disturbis entre les comunitats i la constitució es qüestionà per ser poc operativa. Els turcs foren acorralats en enclavaments bloquejats pels grecs i es va haver d'enviar una força de pau que assegurés la distribució de menjar.
El 15 de juliol de 1974 el periodista Nikos Sampson, exmembre de l'EOKA i membre de l'anomenada EOKA-B, amb el suport de la junta militar grega, donà un cop d'estat organitzat per la guàrdia nacional de majoria grega. Makarios fou enderrocat i es refugià a la base britànica de Dekhèlia. El 20 de juliol de 1975 els turcs envaïren l'illa: desembarcaren a Kirènia (Kyrenia) i n'expulsaren els grecs. El 23 de juliol el govern democràtic fou restaurat, però els turcs van continuar avançant i els grecs foren expulsats del nord mentre els turcs n'eren expulsats del sud. Els turcs s'aturaren quan tenien el control del 37% del territori. El 1975 les forces d'ocupació van establir l'estat federat turc del nord de Xipre amb el líder de la comunitat turca, Rauf Denktaş, al capdavant. Una força de les Nacions Unides s'establí a la línia entre les dues comunitats (la línia verda). El 1977, Makarios, restaurat com a nominal president de tot Xipre i en la pràctica només de la part grega, va morir i el succeí Spyros Kyrianou. El 1983 l'estat federat del nord de Xipre es proclamà independent i fou reconegut per Turquia. Als anys 90 es van produir converses i el 2003, a punt d'entrar Xipre a la Unió Europea, se sotmeté un pla de pau a referèndum (24 d'abril del 2004) i fou aprovat pels turcs però rebutjat pels grecs, per la qual cosa la totalitat de l'estat entrà a la Unió però la zona turca com a tal en quedà exclosa (1 de maig del 2004).

### Presidents de Xipre
- Mihail Christodulou Mouskos, conegut com l'arquebisbe Macari III, 16 d'agost de 1960 – 15 de juliol de 1974
- Nikolaos "Nikos" Georgiades Sampson, 15 de juliol de 1974 - 23 de juliol de 1974
- Macari III (restablert) 23 de juliol de 1974 - 3 d'agost de 1977
- Glafkos Ioannou Kliridis (primera vegada, interí), 23 de juliol de [1974] - 7 de desembre de 1974
- Spyros Achilleos Kyprianou, 3 d'agost de 1977 - 28 de febrer de 1988 (interí del 3 d'agost al 3 de setembre de 1977)
- Georgios Vasou Vasiliou, 28 de febrer de 1988 - 28 de febrer de 1993
- Glafkos Ioannou Kliridis (segona vegada) 28 de febrer de 1993 - 28 de febrer de 2003
- Efstathios "Tassos" Nikolaou Papadopoulos, des el 28 de febrer del 2003